# 兴体路站
兴体路站是一个位于中华人民共和国云南省昆明市西山区福海街道红塔东路、海宏路与兴体路交叉口地下，属于昆明地铁5号线的地铁车站，2022年6月29日启用。

## 车站结构
本站为地下二层双跨岛式车站。
| 地面层          | 出入口                        | 出入口                                 |
| 地下一层 站厅层 | 站厅                          | 票务服务、自动售票机、安检、进出站闸机 |
| 地下二层 站台层 |                               | █ 5号线往世博园（渔户村）              |
| 地下二层 站台层 | 岛式站台，左侧開门            |                                        |
| 地下二层 站台层 | █ 5号线往宝丰（庄家塘立交桥） |                                        |

## 出入口
本站设有3个出口：
|                       | 编号                 | 地点                                                 | 建议前往的目的地 | 照片 |
| 出口 · A · 升降机标志 | 兴体路北段           | 云南华电金沙江中游水电开发有限公司、云南大学滇池学院 |                  |      |
| 出口 · C              | 滇池卫城（红塔东路） | 昆明市滇池度假区实验学校、滇池时光小区               |                  |      |
| 出口 · D · 升降机标志 | 兴体路口（红塔东路） | 云南省住房和城乡建设厅                               |                  |      |
| 註： 設有             |                      |                                                      |                  |      |